# Jussi Lepistö
Jussi Lepistö, född 28 februari 1960 i Helsingfors, Finland, är en finländsk före detta professionell ishockeyspelare (back). Han är far till ishockeyspelaren Sami Lepistö.
1984-1986 spelade Jussi för Leksands IF i Elitserien.